# 妖精 (ワーグナー)
『妖精』（ようせい、Die Feen）は、リヒャルト・ワーグナー作曲のオペラ。
初期の作品で、ライプツィヒで音楽を学びつつヴュルツブルクで指揮者として修行時代の1833年に作曲。全3幕。管弦楽は普通の大きな2管編成。妖精の波乱に満ちた愛の物語。「禁問」や「救済」などのモチーフがすでに使われている。
台本はイタリアの劇作家カルロ・ゴッツィの『蛇女』を下敷きとして、ワーグナー自身が執筆した。

## 登場人物
アーリンダル王、妖精アーダなど

## 演奏時間
2時間45分（各幕60分、60分、45分）

## 楽器編成
フルート2、ピッコロ、オーボエ2、クラリネット2、ファゴット2、ホルン4、トランペット2、トロンボーン3、ティンパニ1対、弦五部
バンダ：2フルート、2クラリネット、2トランペット、4トロンボーン

## 自筆譜
『妖精』の自筆譜は『リエンツィ』や『恋愛禁制』の自筆譜などとともにワーグナーからバイエルン王ルートヴィヒ2世に献呈され、後年にはアドルフ・ヒトラーの所有物となった。これらの自筆譜は第二次世界大戦末期に総統地下壕へ持ち込まれ、ヒトラーの死によって全て行方不明となった。